# Cheilodactylus spectabilis
Cheilodactylus spectabilis är en fiskart som beskrevs av Hutton 1872. Cheilodactylus spectabilis ingår i släktet Cheilodactylus och familjen Cheilodactylidae. Inga underarter finns listade i Catalogue of Life.